# フォーク・ロック・パーティー
『フォーク・ロック・パーティー』(Tokyo Jamboree) は、ジミー時田とマウンテン・プレイボーイズのライヴ・アルバム。
本作では、前作『モダン・フォークのすべて』に続き、当時流行していたアメリカのフォーク・ソングを取り上げる傍ら、従来からのレパートリーであるカントリー・ソングも併せて取り上げている。
クレジットでは確認できないが、本作の録音前にセカンド・ヴォーカル兼ギタリストとして尾崎紀世彦が加入し、翌年まで在籍。その後、ザ・ワンダースに加入することになる。
他方、時田は本作発表後、1967年までシングル盤をコンスタントに発表するものの、それらがアルバム化されるには至っていない。1967年9月から1969年8月までの渡米生活をはさんで、次回作は1970年の『バラードの心』を待つことになる。

## 収録曲
Side 1
1. わが祖国 - This Land is Your Land
2. 500マイル - 500 Miles
3. コットン・フィールズ - Cotton Fields
4. 風に吹かれて - Blowin' in the Wind
5. サンフランシスコ・ベイ・ブルース - San Francisco Bay Blues
6. ユー・アー・マイ・サンシャイン - You Are My Sunshine

Side 2
1. ユア・チーティン・ハート - Your Cheatin' Heart
2. ホンキー・トンク・ブルース - Honky Tonk Blues
3. アイム・ソー・ロンサム・アイ・クッド・クライ - I'm So Lonesome I Could Cry
4. ブルー・ブルー・デイ - Blue Blue Day
5. バケツに穴があいた - My Buckets Got a Hole in It
6. ユー・ウィン・アゲイン - You Win Again

## パーソネル
ジミー時田とマウンテン・プレイボーイズ
- ジミー時田 (ヴォーカル、ギター)
- 松平直久 (スティール・ギター)
- 岸澄夫 (エレクトリック・ギター)
- 谷岡とし夫 (フィドル)
- 東角俊夫 (ドラムス)
- 三橋渡 (サイド・ギター)
- 尾崎紀世彦 (ヴォーカル、ギター)
- 岩倉忠雄 (ベース)